# Daudas vandfald
Daudas vandfald (lettisk: Daudas ūdenskritums) eller Vecdreļļu vandfald (lettisk: Vecdreļļu ūdenskritums) er et vandfald i floden Dauda i Letland. Vandfaldets bredde er afhængig af flodens vandstand, og kan derfor svinge fra 2,90 til 4,60 meter i bredden. Vandfaldets højde er på 2,60 meter, og er delt i to fald, hvor det øverste er på 60 centimeter og spænder næsten over hele vandfaldets samlede bredde. Daudas vandfald ligger i Gauja Nationalpark i Siguldas pagasts, og har siden 1974 status af bevaringsværdigt geologisk og geomorfologisk naturmindesmærke.